# Caroline Rémy de Guebhard
Caroline Rémy de Guebhard (Parigi, 27 aprile 1855 – Pierrefonds, 24 aprile 1929) è stata una scrittrice e giornalista francese, di idee libertarie e femministe, conosciuta anche con lo pseudonimo di Séverine.

## Biografia

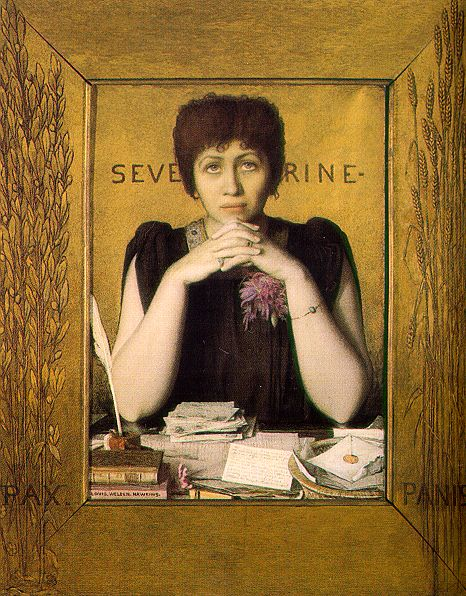
Caroline Rémy (Séverine), Ritratto di Louis Welden Hawkins del 1895

Caroline Rémy de Guebhard (dal cognome del suo secondo marito), nasce a Parigi il 27 aprile 1855 in una famiglia della piccola borghesia francese. Figlia di un ufficiale (ispettore degli infermieri) della Prefettura di Polizia, Caroline si sposa a 17 anni con il suo primo marito, Antoine-Henri Montrobert, un impiegato nel settore del gas, senza il consenso paterno. Malgrado abbia da lui avuto un figlio, divorzia dal marito e diviene la compagna di Adrien Guebhard (1849-1924), professore di medicina e figlio di una ricca famiglia svizzera, con il quale si sposa nel 1885, ovvero non appena il divorzio viene autorizzato legalmente in Francia; con lui ha un altro figlio, Roland.
Nel 1879, in occasione di questa nascita, conosce a Bruxelles il comunardo e internazionalista Jules Vallès, poco dopo l'amnistia dei "comunardi". Quest'incontro cambierà per sempre la sua vita. Oltre alla nascita di una profonda amicizia che durerà tutta la vita, ne diviene "la" segretaria. Presso di lui apprende il giornalismo e aderisce alle idee del socialismo. Grazie al sostegno finanziario del dottor Guebhard rilancia la pubblicazione de Le Cri du peuple, giornale aperto a tutte le tendenze del socialismo (compreso l'anarchismo), di cui prende la direzione dopo la morte del suo fondatore nel 1885, ma che poi abbandonerà nel 1888, dopo un conflitto con il marxista Jules Guesde.
Innamoratasi nel 1885 di Georges de Labruyère, giornalista de L'Echo de Paris, conviverà con lui sino alla sua morte nel 1920.
«Ho troppo orrore delle teorie e dei teorici, delle dottrine e dei dottrinari, dei catechismi scolastici e delle grammatiche settarie per aumentare e cavillare a perdita d'occhio sull'agire di un uomo che il carnefice tiene già per i capelli, e che tutti avevano il diritto di ingiuriare e rimproverare, tranne noi!» (in Le Cri du Peuple, a proposito di Clément Duval, 30 gennaio 1887)
Nel 1897, sotto lo pseudonimo di Arthur Vingtras, pubblica alcune cronache libertarie su La Fronde, il quotidiano femminile della sua amica Marguerite Durand, una giornalista femminista, che la porta anche a impegnarsi a favore di Georges Boulanger. Séverine continua a scrivere per altri giornali, nei quali esalta l'emancipazione femminile e denuncia ogni sorta di ingiustizia sociale: dal cosiddetto Affaire Dreyfus alla difesa degli imputati della Banda Bonnot e di tutti i libertari che nel tempo furono accusati di ogni sorta di reato: Clément Duval, Germaine Berton, Auguste Vaillant, Francisco Ascaso, Buenaventura Durruti e Gregorio Jover. 
Séverine s'impegna nella lotta per il diritto di voto delle donne. Nel 1910 polemizza con forza contro la prescrizione della legge elettorale che proibisce alle donne di entrare in Parlamento.
Nel luglio 1914, mentre René Viviani diviene Presidente del Consiglio, Séverine organizza una manifestazione che riunisce 2400 persone in favore del voto delle donne. Un corteo, il primo del genere, sfila dalle Tuileries alla statua di Condorcet. La guerra ferma momentaneamente il movimento. La volontà di Séverine era quella di unificare le associazioni suffragiste in un'intesa federale per il suffragio delle donne che avrebbe nascosto i disaccordi all'interno delle associazioni.
Pacifista convinta, nel 1914 condanna senza appello l'Union sacrée. Nel 1918 aderisce alla Sezione Francese dell'Internazionale Operaia. Collaboratrice de L'Humanité, nel 1921, entusiasta della Rivoluzione russa, aderisce al Partito Comunista Francese (PCF). Ben presto però sorgono dei problemi tra il PCF e la Lega francese dei Diritti dell'Uomo e del cittadino, che Caroline stessa aveva contribuito a fondare, e lei sceglie di abbandonare il partito.
Morto nel 1920 de Labruyère, Séverine riprende la convivenza con il suo secondo marito, Adrien Guebhard, che andrà avanti sino alla morte di questi (1924).
Anziana militante aderisce all'iniziativa di Henri Barbusse per  L'international de la Pensè, divenendo parte del Groupe Clarté fino ai primi anni della rivista (1921), su cui scrive alcuni articoli sino alla firma del noto Appel aux travailleurs intellectuels, oui ou non, condamnez-vous la guerre, scritto da Barbusse contro la guerra coloniale nel Rif del 1925.
Nel luglio 1927 partecipa alle manifestazioni in favore di Sacco e Vanzetti e denuncia la montatura giudiziaria ordita ai loro danni. Pochi mesi prima, il 15 aprile, aveva firmato una petizione insieme ad Alain Émile-Auguste Chartier, Lucien Descaves, Louis Guilloux, Henri Poulaille, Jules Romains e altri, contro una legge che limitava la libertà di espressione in periodo di guerra.
Caroline Remy muore il 24 aprile 1929 nella sua casa di Pierrefonds (Piccardia, Francia), che la sua grande amica Marguerite Durand ricomprerà allora per farne una residenza estiva per donne giornaliste.

## Opere

Ritratto di Séverine dipinto ad olio di Amélie Beaury-Saurel, 1893, 122.5 x 88cm, Museo Carnavalet.

### Opere di Caroline Rémy
- Pages rouges, Parigi, H. Simonis Empis, 1893
- Notes d'une frondeuse : de la Boulange au Panama, Prefazione. Jules Vallès, Parigi, H. Simonis Empis, 1894
- Pages mystiques, Parigi, H. Simonis Empis, 1895
- En Marche, Paris, H. Simonis Empis, 1896
- Affaire Dreyfus : Vers la lumière... impressions vécues, Paris, Stock, 1900
- La Toute-puissance de la bonté, [S. l.], 1900
- Sac à tout : mémoires d'un petit chien, Parigi, F. Juven, 1903
- À Sainte-Hélène, pièce en 2 actes, Parigi, V. Giard et E. Brière, 1904
- Line : 1855-1867, Parigi, Crès, 1921
- Choix de papiers, annotati da Évelyne Le Garrec, Paris, Tierce, 1982
- Impressions d'audience, [Émile Zola, "J'accuse !", réactions nationales et internationales], Valenciennes, Presses universitaires de Valenciennes, 1999

### Opere di Caroline Rémy in collaborazione
- Octave Aubry, De l'amour, de l'ironie, de la pitié, con una lettera introduttiva di Séverine, Parigi, Plon-Nourrit et Cie, 1904
- Félix Desvernay, Laurent Mourguet et Guignol. La Vie de Laurent Mourguet, Discorso pronunciato all'inaugurazione del monumento da parte di Justin Godart, Édouard Herriot, Joanny Bachut, R. Du Marais et Séverine, Lyon, A. Rey, 1912
- Ferdinand Buisson, Victor Bérard, Paul Painlevé, Séverine, Pour l'Arménie indépendante, Parigi, Lega dei diritti dell'uomo e del cittadino, 1920
- Séverine, la comtesse de Noailles, J.-G. Frazer et Paul-Louis Couchoud, Quatre témoignages sur Anatole France, La Charité-sur-Loire, A. Delayance, 1924